# Sismo de Java de julho de 2006
O sismo de Java de julho de 2006 ocorreu na ilha de Java, Indonésia no dia 17 de julho, as 15h24 no horário local. O epicentro se localiza a 225 km a nordeste da Ilha Christmas. O sismo formou um tsunami que ao atingir a costa destruiu muitas casas, principalmente nos vilarejos de Cipatujah e Pangandaran. O total de mortos chegou a 659, além de 275 desaparecidos e 54 256 desabrigados. Antes de a onda chegar ao continente, 23 000 pessoas foram evacuadas das praias da região.